# San Antonio Abad, Hidalgo
San Antonio Abad är en ort i Mexiko.   Den ligger i kommunen San Salvador och delstaten Hidalgo, i den sydöstra delen av landet, 100 km norr om huvudstaden Mexico City. San Antonio Abad ligger 1 985 meter över havet och antalet invånare är 245.
Terrängen runt San Antonio Abad är platt österut, men västerut är den kuperad. Runt San Antonio Abad är det ganska tätbefolkat, med 120 invånare per kvadratkilometer. Närmaste större samhälle är San Salvador, 2,1 km öster om San Antonio Abad. Omgivningarna runt San Antonio Abad är en mosaik av jordbruksmark och naturlig växtlighet.